# Hanns Kilian
Hanns Kilian (n. 2 mai 1905, Garmisch-Partenkirchen, Regatul Bavariei, Germania – d. 17 aprilie 1981, Garmisch-Partenkirchen, RFG) a fost un bober ce a reprezentat Germania, medaliat olimpic. A participat la 3 ediții ale Jocurilor Olimpice (1928, 1932, 1936) în care a câștigat două medalii de bronz.